# 박사진 의사 묘소
박사진 의사 묘소는 대전광역시 중구 사정동에 있는 무덤이다. 2013년 4월 26일 대전 중구의 향토문화유산(유형) 제2호로 지정되었다.

## 지정 사유
임진왜란 금산전투에서 나라를 위해 왜적과 싸우다 장렬히 전사한 박사진 의사의 묘소이다.